# Умикен
Умикен (нем. Umiken) — населённый пункт в Швейцарии, входит в состав коммуны Бругг округа Бругг в кантоне Аргау.
Население составляет 1054 человека (на 31 декабря 2007 года).
До 2009 года был самостоятельной коммуной (официальный код — 4118). С 1 января 2010 года присоединён к коммуне Бругг.

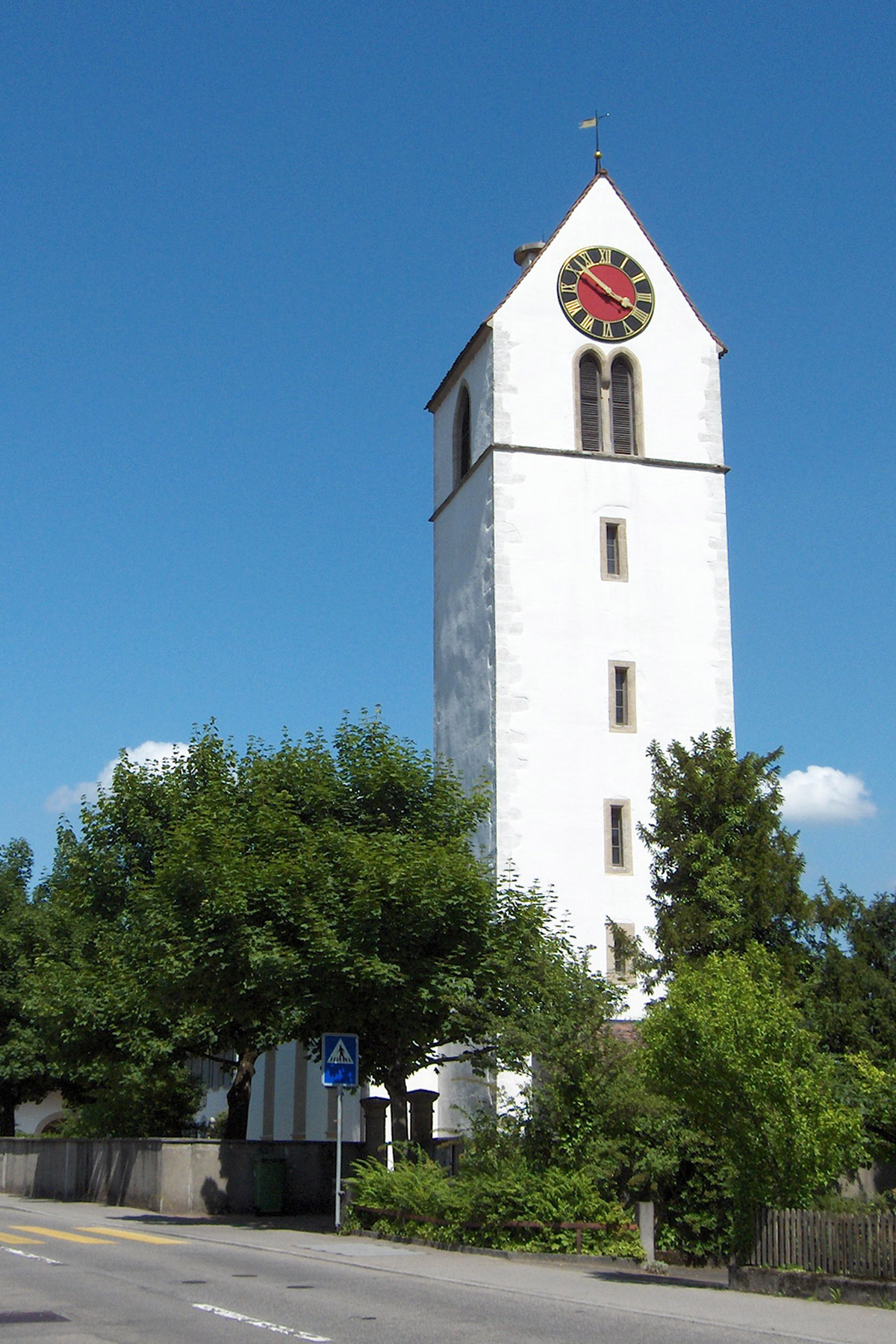
Церковь